# Pungsu
Se conoce como pungsu o geomancia coreana (풍수 en Hangul, 風水 en Hanja) al conjunto de creencias de inspiración taoísta que en Corea sirven para orientar la construcción, localización, distribución, proporción y características que han de tener los pueblos, ciudades, tumbas, fortalezas y, en general, cualquier tipo de construcción de Corea. Llegó a Corea proveniente de China, donde se conoce como Feng Shui.

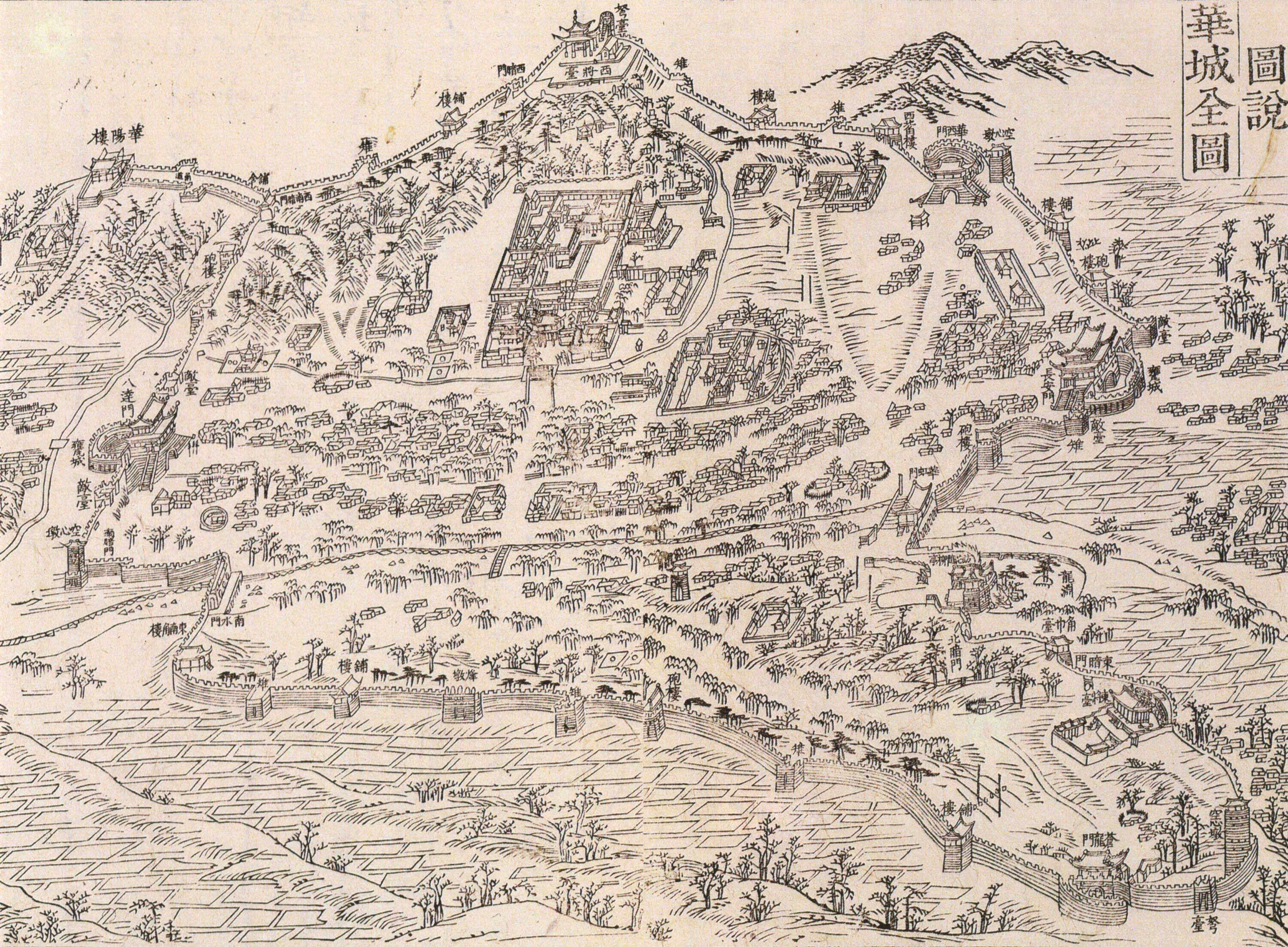
Mapa militar de 1795 de la Fortaleza de Hwaseong

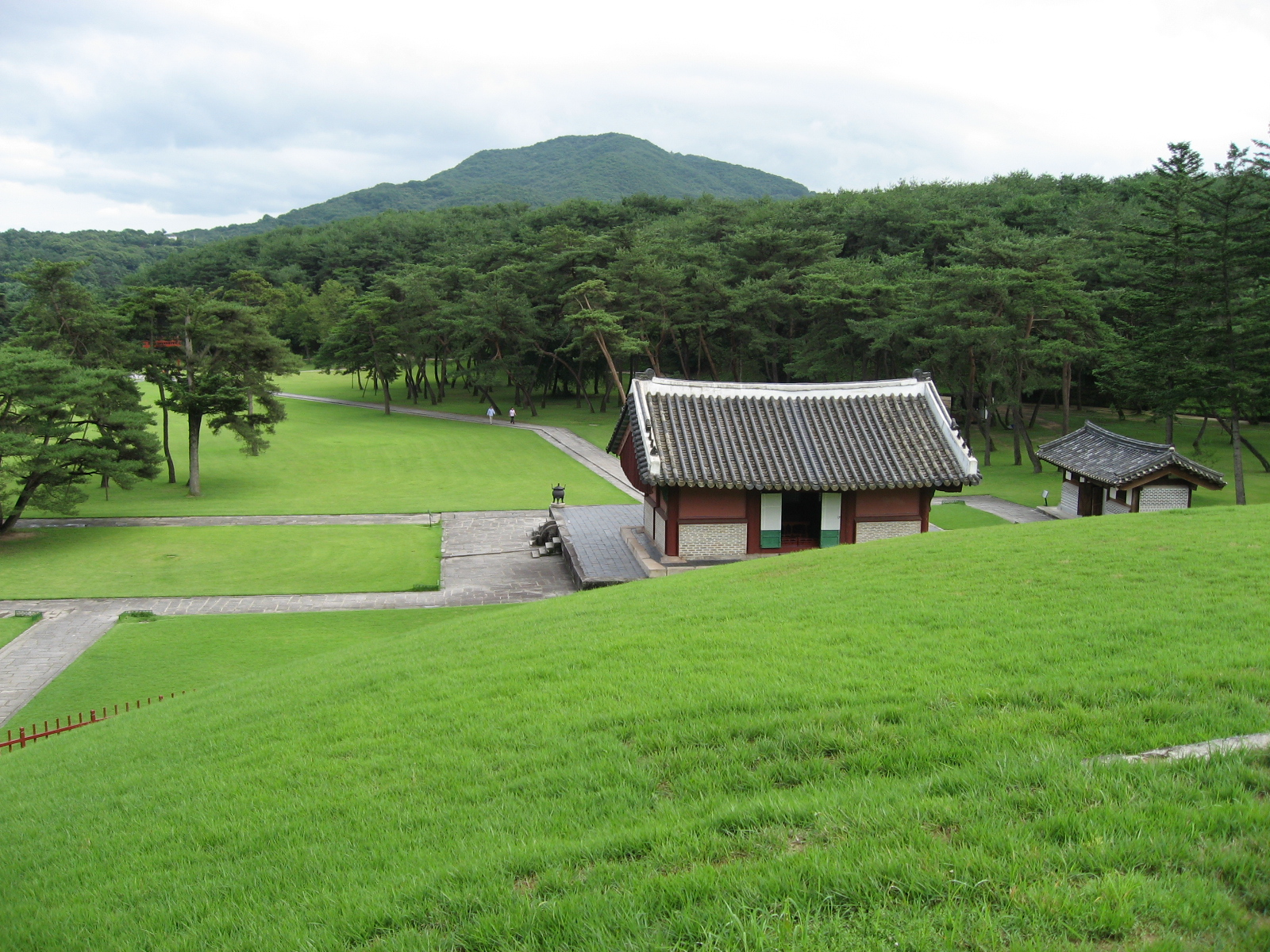
Tumba de Sejong el Grande en Yeoju

El pungsu, cuya traducción literal significa “viento y agua”, parte de la creencia de que la tierra es la madre de todas las cosas y desprende más o menos energía dependiendo de cada lugar y su orientación. Esta energía afecta a todas las personas, animales y demás cosas. De acuerdo con la misma teoría, la tierra tiene carácter femenino y el cielo tiene carácter masculino. De las relaciones entre el cielo y la tierra se libera energía que afecta a todas las cosas. El análisis y el tratamiento de esta energía a la hora de levantar construcciones de todo tipo y las características que estas han de tener constituye el principal objeto del pungsu. Si se edifica desatendiendo los principios del pungsu, se atraerán a los malos espíritus y ocurrirán desgracias en esa localización. Por el contrario, si se escoge un lugar propicio, se obtendrá buena suerte y se mantendrán a raya las calamidades y a los malos espíritus. Los lugares que son favorables según el pungsu se conocen como myeongdang.

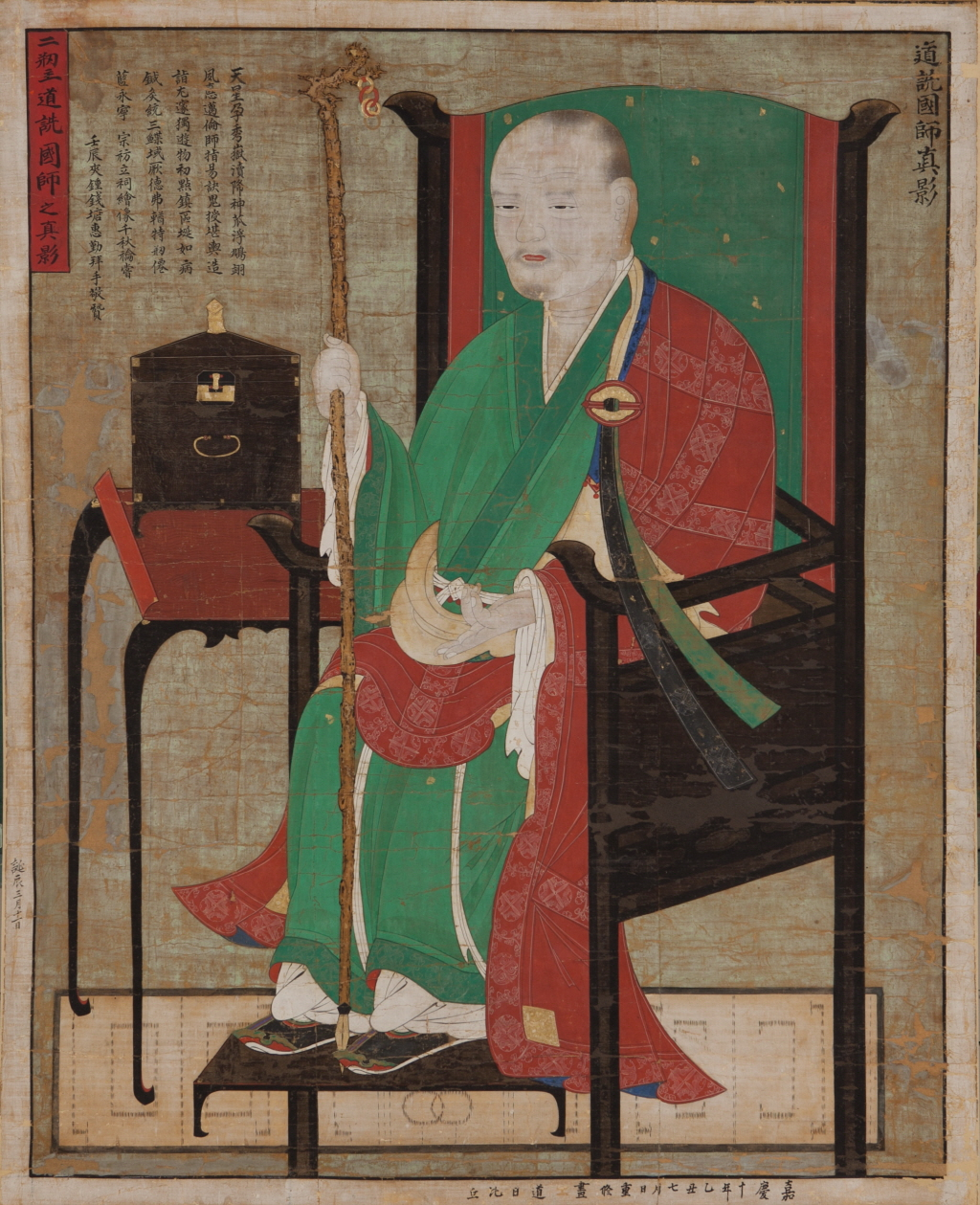
Imagen de principios del de Doseon Guksa en el Templo de Seonamsa

El pungsu llegó a Corea a través de las creencias taoístas de China, pero se desconoce en qué momento exacto. Se sabe que algunos estudiosos coreanos del Periodo de los Tres Reinos de Corea (finalizado en 668) y de Silla Unificada (668-935) estudiaron el Taoísmo chino, donde el Feng Shui es muy importante, pero no hay indicios sólidos de que se aplicara. La primera referencia al pungsu proviene del monje Doseon Guksa (826-898), que vivió a finales de la Dinastía Silla (57 a. C.- 668) y a principios de la Dinastía Koryo (918-1392). Este hombre añadió elementos budistas al pungsu, contribuyendo así a su popularización, dada la gran importancia del Budismo en la sociedad coreana de ese momento. A partir de entonces, el uso del pungsu a la hora de construir se volvió muy común.

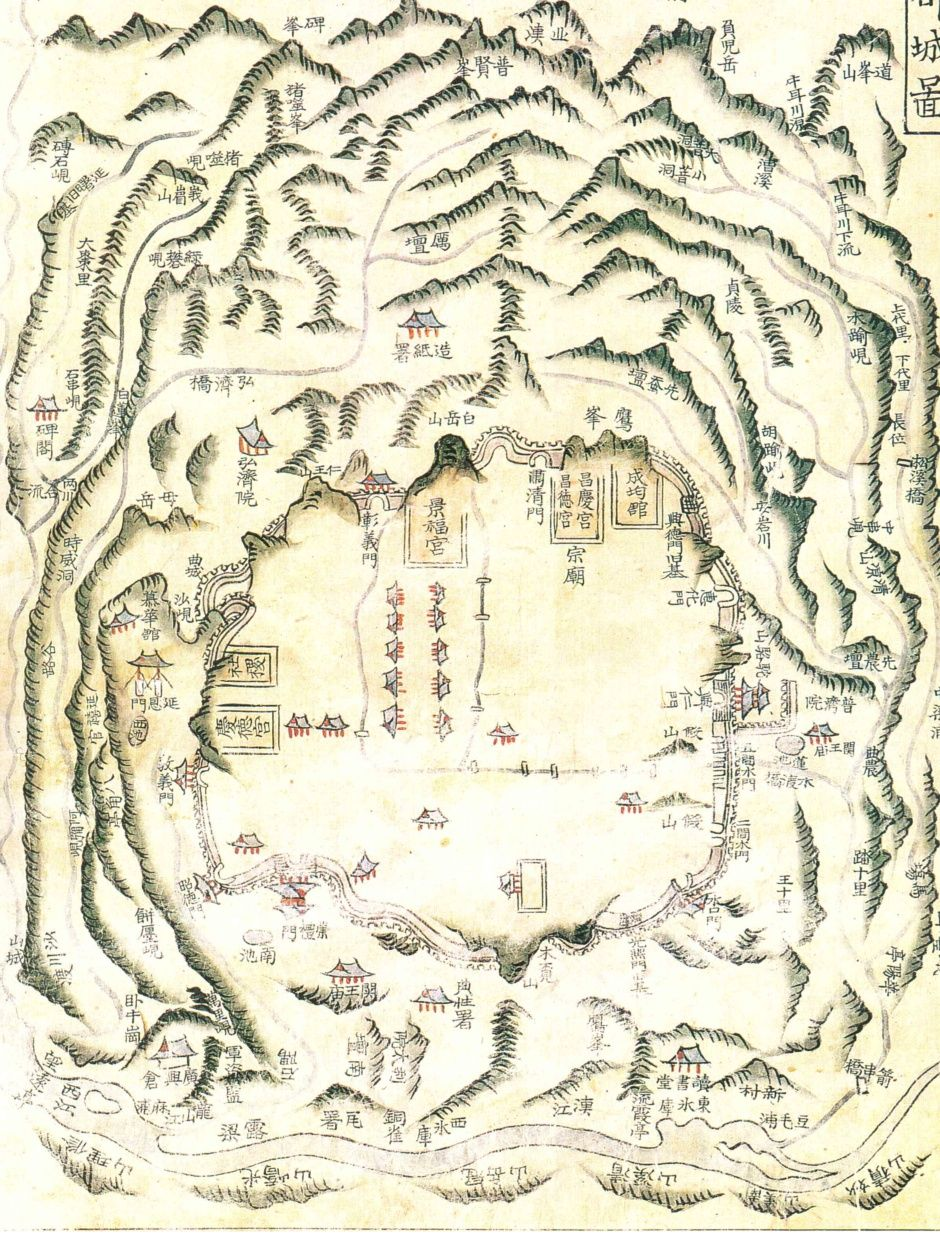
Mapa de Hanyang de 1760. El emplazamiento y la distribución de Hanyang se corresponden con los principios del pungsu.

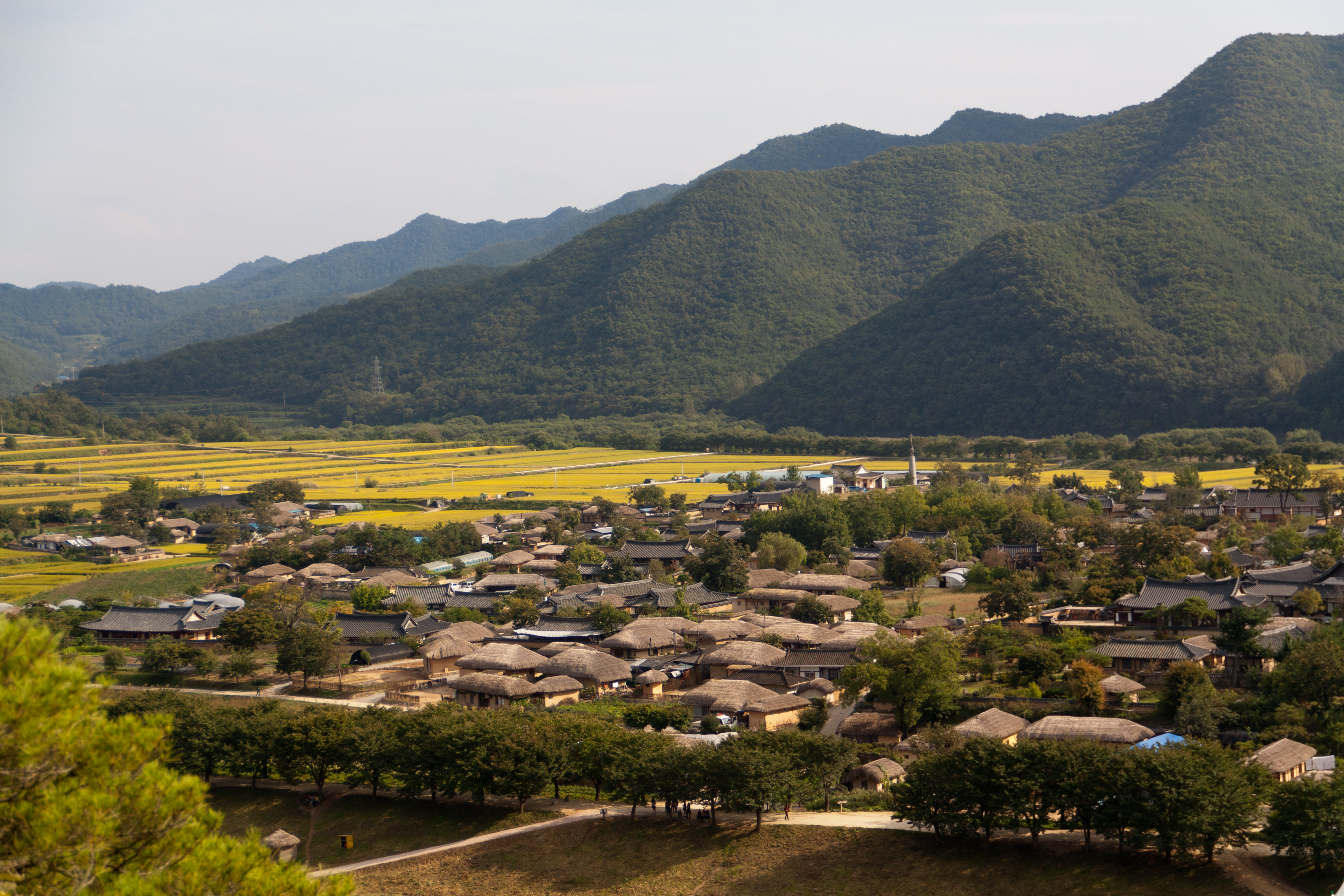
La configuración de la aldea de Hahoe (en la imagen), al igual que la de Yangdong, está inspirada en el pungsu

Un ejemplo lo constituye la elección de Hanyang (Seúl hoy en día) en 1392 como nueva capital para Dinastía Joseon (1392-1910), que acababa de comenzar en ese mismo año. Se dice que el nuevo rey Taejo de Joseon (1335-1408) discutió durante mucho tiempo con geománticos el emplazamiento de la nueva capital. Se decidió escoger Hanyang por su situación rodeada por montañas y atravesada por el Río Han y el arroyo Cheonggyecheon.
Por otra parte, la mayoría de las Tumbas reales de la dinastía Joseon están localizadas en Seúl de forma estratégica siguiendo fielmente los principios del pungsu.
Los pueblos Patrimonio de la Humanidad de Yangdong y Hahoe se construyeron durante la Dinastía Joseon siguiendo las ideas del pungsu.
Otro ejemplo muy representativo lo constituye la fortaleza de Hwaseong en Suwon, construida entre 1794 y 1796 por el rey Jeongjo de Joseon. La elección del lugar obedece a los principios de la geomancia coreana o pungsu.
Tras el despegue económico que Corea del Sur experimentó en los años 60, los principios del pungsu dejaron de usarse con la misma intensidad que en el pasado. Sin embargo, todavía en los 80, los códigos de construcción de Seúl y otras ciudades coreanas, se inspiraban en parte en los principios del pungsu.
La importancia del pungsu se encuentra en la enorme influencia que tuvo sobre la arquitectura coreana, tanto civil, como funeraria y militar a lo largo de cientos de años de historia del país.